# Троїцька церква (Грабів)
Троїцька церква — православний храм та пам'ятка архітектури місцевого значення у Грабові.

## Історія
Рішенням виконкому Чернігівської обласної ради народних депутатів від 26.06.1989 № 130 надано статус «пам'ятник архітектури місцевого значення» з охоронним № 71-Чг під назвою «Троїцька церква». Встановлено інформаційну дошку.

## Опис
Троїцька церква — приклад народної дерев'яної монументальної архітектури раціоналістичного спрямування періоду історизму. Була збудована у період 1896—1897 роки місцевими теслярами. Проєкт церкви складено 1895 року архітектором О. Михайловим з використанням типових проєктів парафіяльних церков. Схожа за проєктом Михайлівська церква була збудована у Буянках у період 1887—1888 років.
Спочатку дерев'яна, п'ятидольна (п'ятизрубна), хрестоподібна в плані церква, з гранованою апсидою, двома ризницями по обидва боки та двоярусною дзвіницею із західного фасаду; дзвіниця не збереглася. Над центральним об'ємом за допомогою плоских трикутних вітрил та зрізаної чотиригранної піраміди поставлено восьмерик (восьмигранний барабан) з куполом — не збереглися (зруйновані), зараз храм перекритий двосхилим дахом.
Нині дерев'яна на цегляному фундаменті, хрестоподібна у плані церква, без купола та барабана. Два входи з 4-колонними портиками, які завершуються трикутними фронтонами.